# Notodelphyopsis perplexa
Notodelphyopsis perplexa is een eenoogkreeftjessoort uit de familie van de Notodelphyidae. De wetenschappelijke naam van de soort is voor het eerst geldig gepubliceerd in 1958 door Illg.